# Jeanett Kristiansen
Jeanett Kristiansen (ur. 24 grudnia 1992 w Drammen) – norweska piłkarka ręczna, reprezentantka kraju, grająca na pozycji lewej rozgrywającej. W drużynie narodowej zadebiutowała 28 marca 2014 roku w meczu przeciwko reprezentacji Danii (28-26). Obecnie występuje w norweskim Glassverket.
Ma dwie starsze siostry, które również są piłkarkami ręcznymi Charlotte oraz Veronicę, przez 4 sezony wszystkie trzy reprezentowały barwy klubu Glassverket IF

## Sukcesy klubowe
- Mistrzostwa Norwegii:
  -  2014
  -  2015
- Puchar Norwegii:
  -  2014